# Rührersberg
Rührersberg ist ein Gemeindeteil der Gemeinde Berg bei Neumarkt in der Oberpfalz im Landkreis Neumarkt in der Oberpfalz in Bayern. 

## Geografie
Der Weiler liegt im Oberpfälzer Jura auf circa 453 m ü. NHN nordwestlich des Gemeindesitzes und südlich des Ludwig-Donau-Main-Kanals.

## Geschichte
Gegen Ende des Alten Reiches, um 1800, bestand Rührersberg aus zwei Halbhöfen, die zum Landalmosenamt der Reichsstadt Nürnberg gehörten. Die beiden Höfe von der Größe von Halbhöfen wurden bewirtschaftet von den Hintersassen Braun und Gimpl. Die Blutgerichtsbarkeit übte das Pflegamt Haimburg aus.
Im Königreich Bayern (1806) gehörte Rührersberg zum Steuerdistrikt Hausheim, bei der Gemeindebildung um 1810/20 ebenfalls zur Ruralgemeinde Hausheim mit Hausheim selber, Gspannberg, Haslach (Berg bei Neumarkt in der Oberpfalz), Kettenbach und (Klein-)Voggenhof. Bis 1930 gehörte diese Gemeinde und damit auch Rührersberg zum Amtsgericht Kastl, danach zum Amtsgericht Neumarkt. Im Zuge der Gebietsreform in Bayern wurde Hausheim mit seinen Ortsteilen nach Berg eingemeindet.

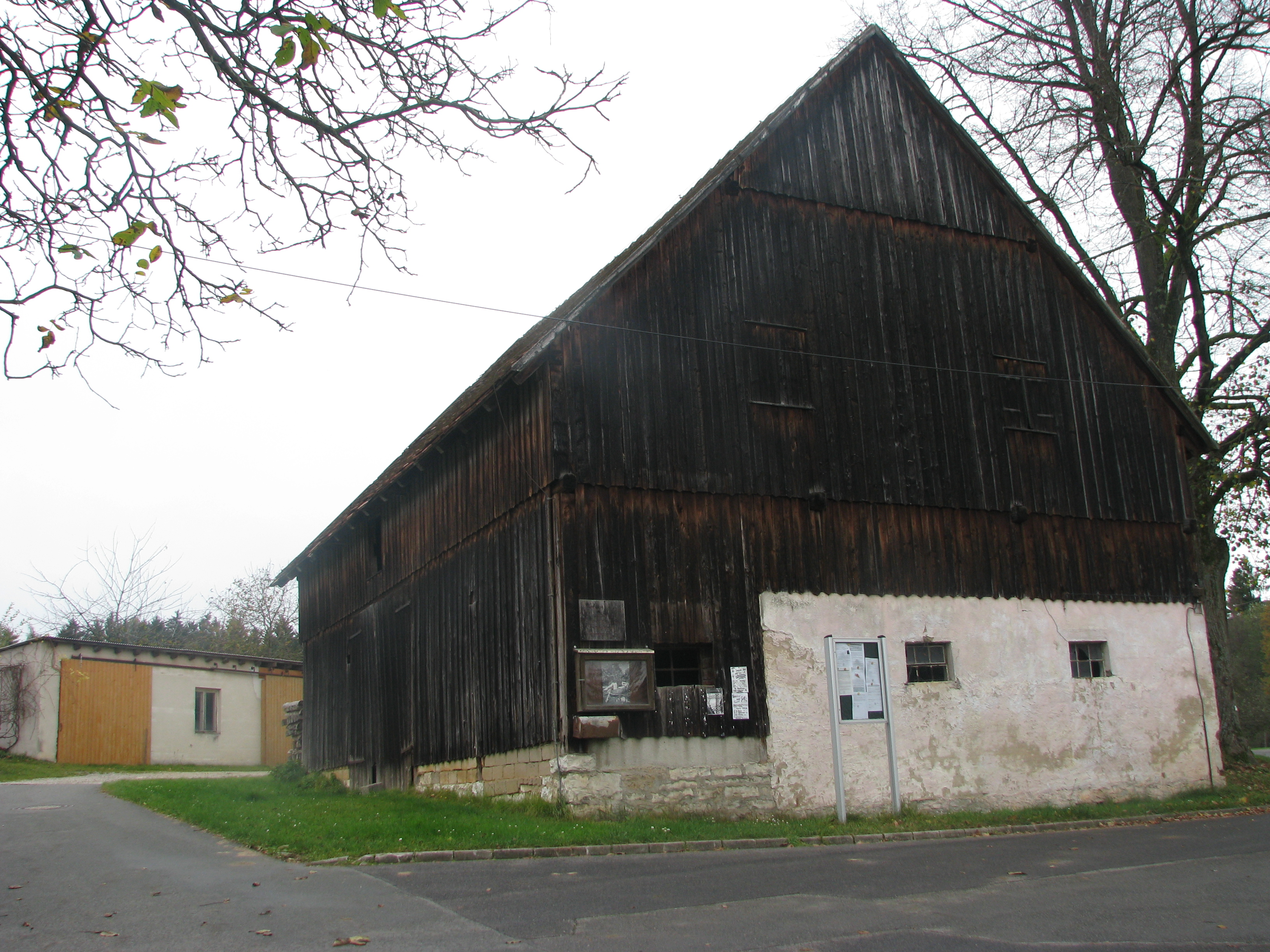
Großer Stadel in der Ortsmitte

### Einwohnerentwicklung
- 1830: 20 (3 Häuser)[4]
- 1871: 16 (7 Gebäude; 4 Pferde, 7 Stück Rindvieh)[5]
- 1900: 18 (5 Wohngebäude)[6]
- 1937: 24 (je 12 Katholiken und Protestanten)[7]
- 1950: 24 (4 Wohngebäude)[8]
- 1970: 16[9]
- 1987: 20 (6 Wohngebäude, 7 Wohnungen)[10]
- 2015: 13 (7 männlich, 6 weiblich)[11]

## Verkehrsanbindung
Rührersberg ist über Straßen von Unterölsbach im Nordosten, von Kettenbach im Südosten und von Gspannberg im Westen zu erreichen.